# زیردریایی کلاس کبک
زیردریایی کلاس کبک (به انگلیسی: Quebec-class submarine) یک کلاس از زیردریایی است که طول آن 56.0 m (183 ft 9 in) می‌باشد.